# Damiano Schet
Damiano Schet (Amsterdam, 8 april 1990) is een Nederlands voetballer die bij voorkeur als aanvaller speelt. 

## Clubcarrière
Schet stroomde in 2010 door vanuit de jeugd van HFC Haarlem, dat even daarna failliet ging. Via de amateurs van IJsselmeervogels en Rijnsburgse Boys kwam hij in 2013 bij RKC Waalwijk. Daarmee degradeerde hij op zondag 18 mei 2014 uit de erevisie, na een nederlaag (over twee wedstrijden) tegen SBV Excelsior in de play-offs. In juli 2014 ging hij naar AEK Larnaca op Cyprus. Hier liet hij diezelfde zomer zijn contract ontbinden.
Schet tekende in september 2014 een eenjarig contract bij SC Cambuur Leeuwarden, met een optie voor nog een seizoen. Hij speelde dat seizoen drie competitiewedstrijden voor de club, in de Eredivisie. Cambuur lichtte de optie in zijn contract niet. Schet tekende in augustus 2015 vervolgens een contract tot medio 2016 bij Telstar, de nummer vijftien van de Eerste divisie in het voorgaande seizoen. Op 27 januari 2016 liet hij zijn contract ontbinden en stapte hij over naar FC Oss. Hiervoor speelde hij dat jaar nog dertien competitiewedstrijden. Schet tekende in juni 2016 een contract tot medio 2017 bij FC Den Bosch, met een optie voor nog een jaar. In het seizoen 2017-2018 ging hij voor VV Katwijk spelen. Vanaf het seizoen 2019/20 speelt Schet bij GVVV.

## Persoonlijk
Damiano Schet is een broer van voetballer Mitchell Schet.